# Техніка мовлення
Те́хніка мо́влення - це сукупність прийомів фонаційного дихання, мовленнєвого голосу й дикції, доведених до ступеня автоматизованих навичок, що дає змогу особистості успішно взаємодіяти з іншими людьми. Мовленнєва культура особистості передбачає обов'язкове досягнення людиною належної техніки мовлення.
Під технікою мовлення розуміється вміння оратора володіти голосом, інтонувати виступ та управляти аудиторією.

## Ознаки
- вільне володіння диханням
- уміле керування голосом
- наявність відпрацьованих навичок чіткої, ясної артикуляції
- засвоєння й дотримання орфоепічних норм

## Головна мета техніки мовлення
Головна мета техніки мовлення - навчитися говорити так, щоб оратора не можна було не зрозуміти. 
Доведено, що на стосунки з іншими ніщо так не впливає, як враження від вашого голосу, і ніщо не потребує такої постійної уваги, як голос. Це дуже важливо для професійної діяльності.
Процюк може розмовляти своєю мовою, тобто він говорить під час вдиху повітря різні словосполучення.